# Obiektowość
Obiektowość (ang. object-orientation) – koncepcja (paradygmat) bardzo chętnie obecnie wykorzystywana w informatyce, bazująca na pojęciach klasy i obiektu. Upraszcza proces projektowania, tworzenia i testowania systemów informatycznych. Obiektowość może być realizowana na różnych etapach cyklu życia systemu informatycznego, m.in. na etapie analizy (analiza obiektowa), projektowania (projektowanie obiektowe) i implementacji (programowanie obiektowe). W efekcie możliwe jest tzw. "bezszwowe" (seamless) przechodzenie pomiędzy poszczególnymi fazami projektu, a rezultaty dotychczasowych prac (wykonanych w ramach poprzedniej fazy) mogą zostać wykorzystane na kolejnym etapie bez pracochłonnej lub (często) jakiejkolwiek obróbki.
Do podstawowych pojęć i mechanizmów obiektowości zalicza się również – obok klasy i obiektu – abstrakcję, hermetyzację (enkapsulację), dziedziczenie i polimorfizm.
Koncepcje obiektowości obecne są w bazach danych (obiektowe bazy danych), językach zapytań (obiektowe języki zapytań), komponentach etc.
Tak jak większość zaadaptowanych przez marketing pojęć informatycznych, to również utraciło swoje ścisłe znaczenie. Nie istnieje jednoznaczna definicja wskazująca, czy coś jest "obiektowe" (object-oriented), czy nie. Użycie terminu "obiektowość" może być niewystarczające bez podania, które pojęcia lub mechanizmy są realizowane przez daną metodykę, język, narzędzie etc.